# Sint-Antonius van Paduakerk (Zelzate)

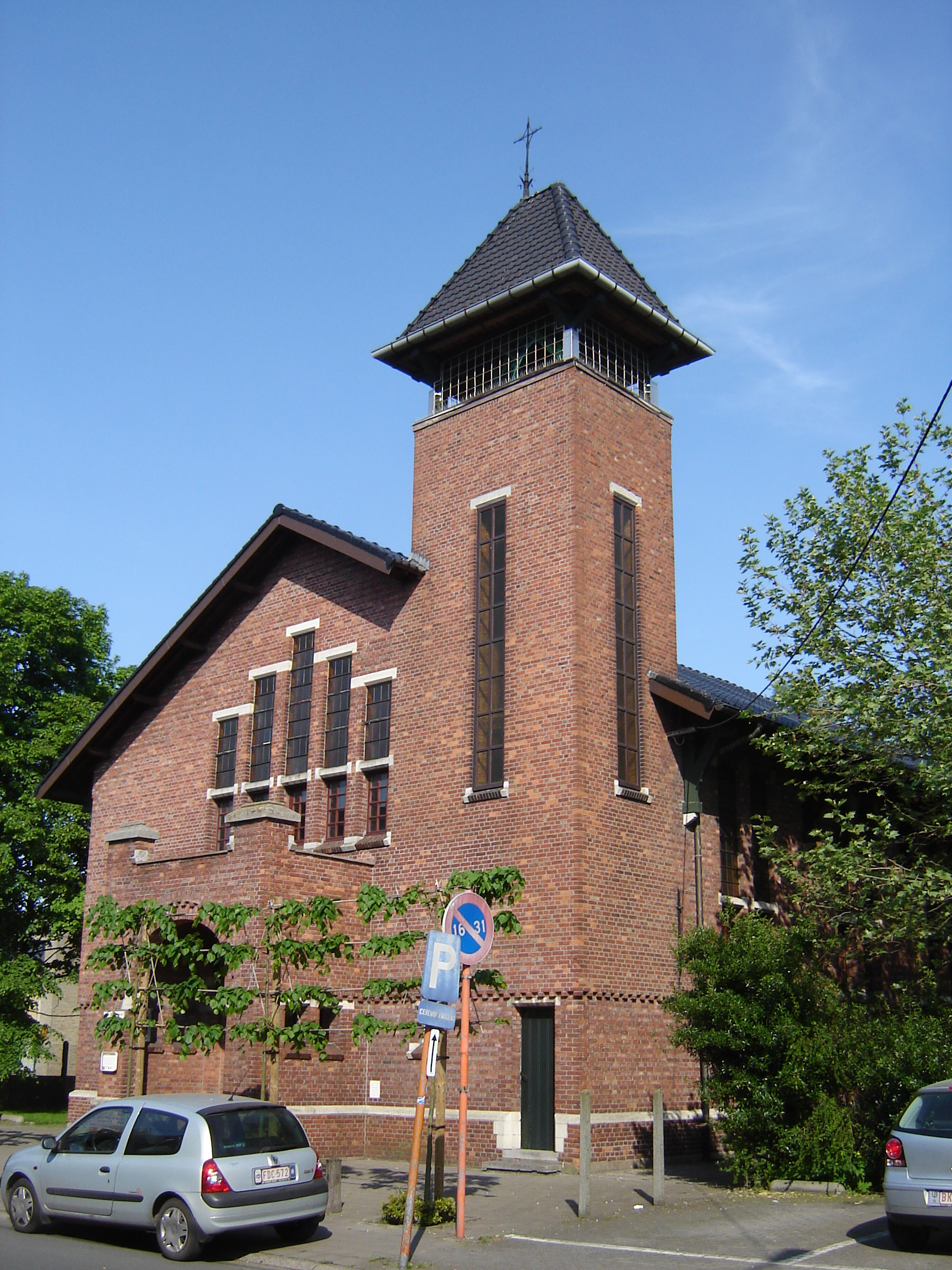
Sint-Antonius van Paduakerk

De Sint-Antonius van Paduakerk is een rooms-katholiek kerkgebouw in de Oost-Vlaamse plaats Zelzate, gelegen aan de Koningin Astridlaan. Ze is gewijd aan Antonius van Padua

## Geschiedenis
Deze kerk ligt in het deel van Zelzate ten westen van het Kanaal Gent-Terneuzen. Hij werd gebouwd als hulpkerk voor de wijken Debbautshoek en De Katte. Een kerk werd gebouwd van 1932-1933 en in 1933 werd de kerk verheven tot parochiekerk.

## Gebouw
Het is een georiënteerd bakstenen kerkgebouw met een eenbeukig schip. Het portaal springt enigszins vooruit. In de westgevel bevindt zich een vijflicht met rechthoekige ramen. Het geheel ademt een sobere expressionistische stijl. De naastgebouwde toren heeft een tentdak dat op vier pijlers is gestut.